# Катанцаро
Катанцаро (итал. Catanzaro) град је у Италији. Катанцаро је управно средиште покрајине Калабрије у јужном делу државе и главни град истоименог Округа Катанцаро. Међутим, овај град није највећи град и привредно „срце“ покрајине, већ је то Ређо ди Калабрија.
Катанцаро је познат као "Град три В":
- Свети Виталино, светитељ-заштитник града;
- Сомот, град је важно трговиште свилом још од времена Византије;
- Ветар, град је познат по снажним ветровима са оближњег Јонског мора.

## Природне одлике
Катанцаро се налази у јужној Италији. Од престонице Рима град је удаљен 616 км јужно, а од Ређо ди Калабрије 160 км североисточно.

### Рељеф
Катанцаро се налази у средишњем делу Калабрије, на месту где је полуострво најуже. Он се развио на три стрма брега изнад приморске равнице Јонског мора, које се налази југоисточно од града (10 км). С обзиром на близину мора град је на знатној наморској висини од око 340 м (градско језгро), а његов положај на брдима изнад равнице дају Катанцару изузетност.

### Клима
Клима у Катанцару је измењено средоземна због надморске висине.

### Воде
Катанцаро је постављена веома високо и стога град нема већих водотока, већ кроз град протиче неколико малих потока.

## Историја
Иако је подручје града са дугом историјом Катанцаро није толико дуговечан град. Насеље на месту данашњег града јавља се негде у 10. или 11. веку са доласком Нормана на ове просторе. Насеље је било утврђење и као такво бранило је оближњи византијски град Скилетон, који је, као приморски, био стално нападан.
1860. године град се припојио новооснованој Италији.
1970. године Катанцаро је постао покрајинско средиште после буне у дотад главном Ређу ди Калабрији.

## Географија
| Клима (Катанцаро)          | Клима (Катанцаро) | Клима (Катанцаро) | Клима (Катанцаро) | Клима (Катанцаро) | Клима (Катанцаро) | Клима (Катанцаро) | Клима (Катанцаро) | Клима (Катанцаро) | Клима (Катанцаро) | Клима (Катанцаро) | Клима (Катанцаро) | Клима (Катанцаро) | Клима (Катанцаро) |
| Показатељ \ Месец          | .Јан.             | .Феб.             | .Мар.             | .Апр.             | .Мај.             | .Јун.             | .Јул.             | .Авг.             | .Сеп.             | .Окт.             | .Нов.             | .Дец.             | .Год.             |
| -------------------------- | ----------------- | ----------------- | ----------------- | ----------------- | ----------------- | ----------------- | ----------------- | ----------------- | ----------------- | ----------------- | ----------------- | ----------------- | ----------------- |
| Средњи максимум, °C (°F)   | 11,5 (52,7)       | 11,7 (53,1)       | 13,2 (55,8)       | 16,1 (61)         | 20,9 (69,6)       | 25,0 (77)         | 27,8 (82)         | 28,1 (82,6)       | 25,1 (77,2)       | 20,5 (68,9)       | 16,3 (61,3)       | 13,2 (55,8)       | 28,1 (82,6)       |
| Средњи минимум, °C (°F)    | 6,3 (43,3)        | 6,6 (43,9)        | 7,7 (45,9)        | 10,0 (50)         | 14,2 (57,6)       | 17,9 (64,2)       | 20,3 (68,5)       | 20,9 (69,6)       | 18,2 (64,8)       | 14,3 (57,7)       | 10,8 (51,4)       | 7,8 (46)          | 6,3 (43,3)        |
| Количина падавина, mm (in) | 144 (56,7)        | 118 (46,5)        | 114 (44,9)        | 68 (26,8)         | 39 (15,4)         | 20 (7,9)          | 13 (5,1)          | 17 (6,7)          | 51 (20,1)         | 120 (47,2)        | 119 (46,9)        | 172 (67,7)        | 995 (391,9)       |
| [ тражи се извор ]         |                   |                   |                   |                   |                   |                   |                   |                   |                   |                   |                   |                   |                   |

## Становништво
Према резултатима пописа становништва 2011. у општини је живело 89.364 становника.
| 1931.  | 1936.  | 1951.  | 1961.  | 1971.  | 1981.   | 1991.  | 2001.  | 2011.  |
| ------ | ------ | ------ | ------ | ------ | ------- | ------ | ------ | ------ |
| 40.533 | 45.400 | 59.969 | 74.037 | 86.284 | 100.832 | 96.614 | 95.251 | 89.364 |

2008. године. Катанцаро је имала око 94.000 становника, 3 пута више у односу на почетак 20. века.
Говор локалног становништва је близак сицилијанском наречју, а у њему се осећа и значајан утицај грчког језика.

## Привреда
Катанцаро, као покрајинско средиште, има развијен терцијарни (трговина, услуге) и квартерни сектор (управа, образовање, банке). Индустрија је махом у виду малих предузећа.

## Галерија
- Градско позориште Политеама
- Планине у градском залеђу
- Јужни део града